# Hytera
Hytera ist ein Hersteller von Funkgeräten und Funksystemen. Das Unternehmen wurde 1993 in Shenzhen, China gegründet und ist weltweit tätig. Zu Hyteras Produkten zählen Funksysteme und Funklösungen nach den Funkstandards DMR, TETRA und MPT 1327 sowie entsprechende Funkgeräte.

## Standorte und Tochterfirmen

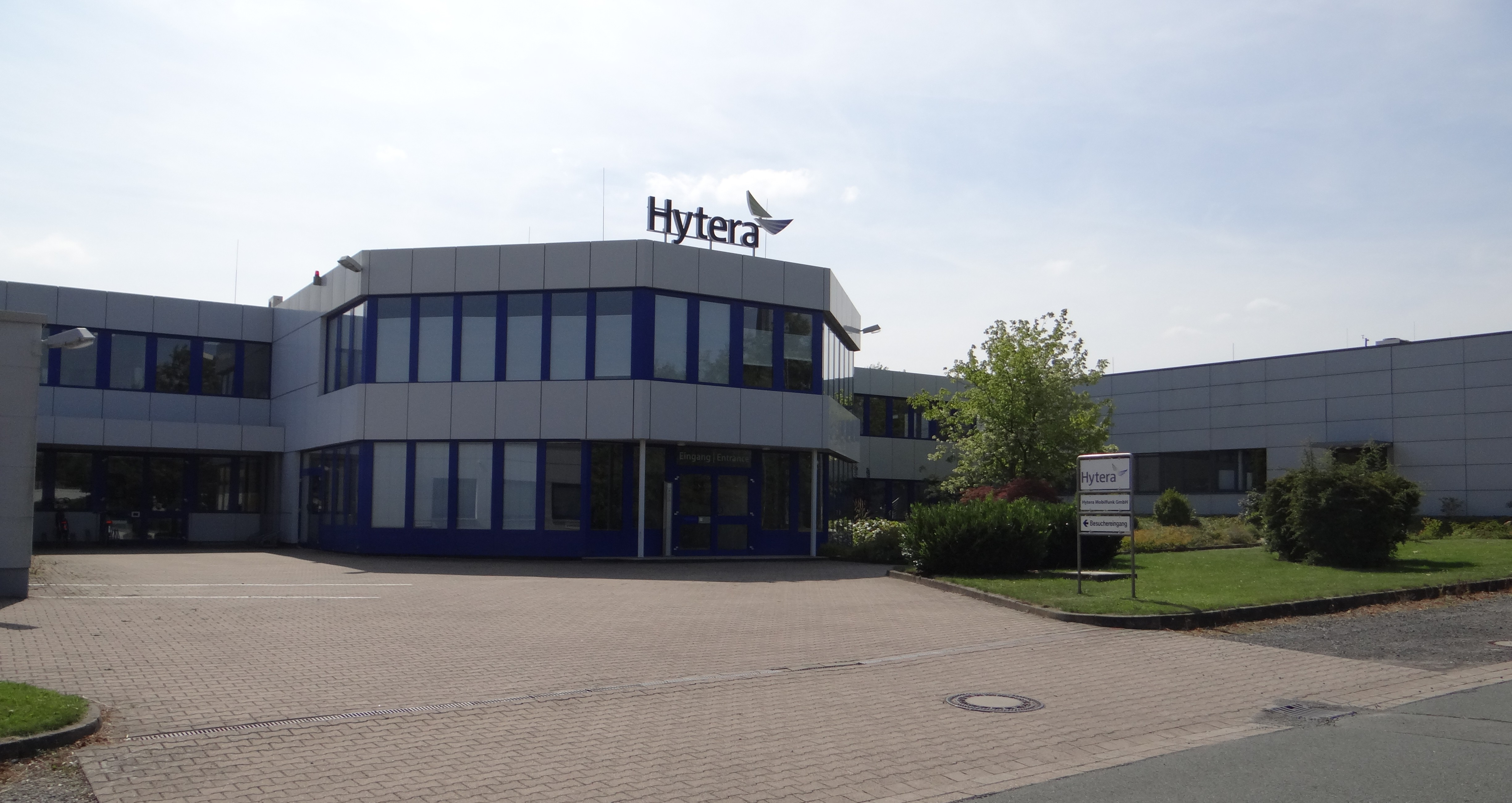
Firmensitz der HMF Smart Solutions GmbH in Eimbeckhausen

Der Firmensitz ist in Shenzhen, China. Hytera verfügt über mehr als 100 Niederlassungen weltweit. 10 globale Innovations- und Entwicklungszentren befinden sich in China, Deutschland, Großbritannien, Spanien und Kanada.
Im März 2012 hat Hytera das deutsche Unternehmen Rohde & Schwarz Professional Mobile Radio GmbH vom deutschen Elektronikkonzern Rohde & Schwarz übernommen, das nun dann Hytera Mobilfunk bekannt ist und in Bad Münder im Ortsteil Eimbeckhausen in Deutschland liegt. Zum 1. November 2012 übernahm Matthias Klausing die Geschäftsführung von Georg Haubs. 2014 wurde in Lima in Peru das TETRA-PMR-Kompetenzcenter für Vertrieb, Entwicklung und Projektmanagement eröffnet. Im März 2015 wurde, basierend auf dem konventionellen DMR-Betriebsfunk, mit dem XPT-Funksystem ein verteiltes Bündelfunksystem ohne zentrale Vermittlung vorgestellt. Die Hytera Mobilfunk GmbH benannte sich im Jahr 2023 in HMF Smart Solutions GmbH um.
Zu Hytera gehören auch weitere Untermarken in der PMR-Branche. Sepura, mit Hauptsitz in Cambridge, Großbritannien, stellt eine führende Marke von TETRA-Endgeräten in Europa dar und gehört seit 2017 zur Hytera-Gruppe. 2022 wurde Sepura wieder verkauft. Teltronic, mit Hauptsitz in Zaragoza, Spanien, ist bekannt für die Entwicklung von TETRA-Systemen für den Schienenverkehr. Auch Sinclair, mit Hauptsitz in Toronto, Kanada, als der weltweit agierender Anbieter von intelligenten Kommunikationslösungen gehört zur Hytera-Gruppe. Norsat International, mit Hauptsitz in Vancouver, Kanada, ist ein Anbieter von professionellen Satellitenkommunikationsgeräten und -lösungen und wurde 2017 von Hytera übernommen.

## Produkte der HMF Smart Solutions GmbH
Hauptsächlich beschäftigt sich die HMF Smart Solutions GmbH mit der Entwicklung und Realisierung von Bündelfunksystemen nach TETRA-Standard. In den Jahren 2010 bis 2012 stieg der Exportanteil des Unternehmens auf 81 Prozent, außerdem wurden in Niedersachsen 43 neue Arbeitsplätze geschaffen. Im Jahr 2013 hatte die Firma Kunden in 37 Ländern. Zu den Kunden zählen Behörden und Organisationen mit Sicherheitsaufgaben ebenso wie die Öl- und Gaswirtschaft, Verkehrsunternehmen, Flughafenbetreiber und militärische Nutzer. Ferner finden besonders die DMR-Funkgeräte von Hytera Zuspruch unter den Funkamateuren.
Auf der Hannover-Messe 2013 erhielt Hytera Mobilfunk den 4. Niedersächsischen Außenwirtschaftspreis für kleine und mittlere Unternehmen aus der Hand des Wirtschaftsministers Olaf Lies. Im März 2015 erhielt Hytera Mobilfunk den Zuschlag für die Erneuerung des TETRA-Funksystems C2000 für alle Rettungsdienste und der Polizei in den Niederlanden.
Mit der 2015 vorgestellten App PTTconnect kann die Sprach- und Datenkommunikation über die physikalischen Grenzen des ACCESSNET-T-IP-TETRA-Funksystems von Hytera erweitert werden. PTTconnect vergrößert über ein Gateway die Funkabdeckung, durch die eine Nutzung von Breitbandnetzen UMTS- bzw. LTE und WLAN möglich ist. Eine Breitband-Datenverbindung erfolgt dabei zwischen dem Smartphone mit der installierten App PTTconnect und dem Connect-Server von Hytera, der wiederum die Verbindung des abhörsicheren TETRA-Funksystems zu öffentlichen Netzen sicherstellt.

## Sanktionen
Hytera Communications Ltd. wurde von der US-amerikanischen Federal Communications Commission am 12. März 2021 auf die List of Equipment and Services Covered By Section 2 of The Secure Networks Act gesetzt. Darin heißt es, dass Telekommunikations- und Videoüberwachungsausrüstung des chinesischen Herstellers ein Sicherheitsrisiko darstellt und nicht mehr von staatlichen Stellen der USA beschafft werden darf. Die Sanktionen der US-Regierung beziehen sich nicht auf die europäischen Tochterunternehmen der Hytera Communications.
Im November 2022 untersagte die Federal Communications Commission (FCC) aus Gründen der nationalen Sicherheit auf Grundlage des Secure Equipment Act von 2021 den künftigen Import und die Vermarktung von Hytera-Produkten in den USA.

## Mitgliedschaften
Hytera ist direkt beziehungsweise durch seine Tochterfirmen HMF Smart Solutions GmbH, Sepura und Hytera UK in folgenden Organisationen Mitglied:
- Bitkom
- Bundesverband Professioneller Mobilfunk (HMF Smart Solutions GmbH Gründungsmitglied)
- DMR Association
- ETSI
- TCCA